# De 3 Formules van Professor Sato
De 3 Formules van Professor Satô is een stripverhaal uit de Belgische stripreeks Blake en Mortimer van  Edgar P. Jacobs.  Het verhaal bestaat uit twee losse albums Deel 1: Mortimer in Tokio en Deel 2: Mortimer vs Mortimer Het is het achtste verhaal in de serie en de twee albums vormen het elfde en twaalfde deel. 
Het eerste deel verscheen van 5 oktober 1971 tot en met 30 mei 1972 als feuilleton in het weekblad Kuifje, voordat het in 1977 in albumvorm uitkwam. Het tweede deel kon door de gezondheidsproblemen van E.P Jacobs 13 jaar lang niet voltooid worden. Pas in 1990 werd het voltooid door Bob De Moor, toen Jacobs al drie jaar overleden was.

## Verhaal

### Deel 1: Mortimer in Tokio
Boven de luchthaven Haneda duikt op een nacht iets op wat sterk op een ryu lijkt. Een Lockheed F-104 Starfighter die eropuit wordt gestuurd om het object nader te onderzoeken, komt ermee in botsing en verongelukt. In werkelijkheid betreft dit een geheim experiment van professor Sato, een collega en goede vriend van Mortimer. Sato is bezig een aantal zeer verfijnde droids te ontwikkelen die van pas kunnen komen in de ruimtevaart, doordat ze menselijke astronauten kunnen vervangen. Bij wijze van experiment had hij zijn eerste droid de gedaante van een ryu gegeven. Sato was van plan om zijn uitvinding geheim te houden totdat deze helemaal voltooid was, maar door het ongeluk zal hij nu genoodzaakt zijn om open kaart te spelen. Dit zal vermoedelijk ook het einde betekenen van zijn wetenschappelijke carrière.
Ten einde raad stuurt Sato een telegram naar Mortimer, die zich hierop richting Tokio begeeft. Een onbekende bende probeert te verhinderen dat Mortimer Sato bereikt. In de buurt van Tokio wordt er twee keer achter elkaar een aanslag op Mortimers leven gepleegd, in een theater in Kyoto en in een Piper Aircraft.  Mortimer komt veilig aan bij Sato en de twee bespreken de situatie. Sato vertelt over zijn uitvinding en laat als voorbeeld een androïde van zichzelf zien. Het blijkt dat de robot-ryu die het ongeluk boven de luchthaven veroorzaakte was ontsnapt doordat om onverklaarbare redenen het ventilatierooster van het lanceersysteem was geopend. Ze komen tot de conclusie dat Kim, Sato's naaste medewerker, de enige is die dit gedaan kan hebben en onder één hoedje speelt met de bende die Sato's uitvinding in handen wil krijgen. Waarschijnlijk is Kim ook degene die aan de bende de informatie heeft doorgespeeld dat Mortimer onderweg was naar Japan. Sato overhandigt Mortimer een envelop met daarin de geheime codes van drie kluizen bij drie verschillende Japanse banken, waar hij drie geheime formules die bij elkaar horen heeft opgeborgen.
Nadat Mortimer weer is vertrokken, ontdekt Sato dat zijn hele gesprek met hem door Kim is afgeluisterd. Korte tijd later worden zowel Sato als Mortimer gevangen genomen door de Scorpion-groep, een bende onder leiding van kolonel Olrik die met behulp van cybertechnocratie aan de macht wil komen. Blake en Mortimers oude vijand Sharkey zit ook in deze bende. De bandieten zijn er met hulp van Kim in geslaagd om een levensechte Mortimer-robot te maken. De bende wil deze androïde gebruiken om in naam van Mortimer zelf de codes in de kluizen te bemachtigen. De eerste twee bankovervallen lukken, maar dan begeeft de robot het en Kim moet binnen enkele dagen een nieuwe maken.
Inmiddels is Blake ook onderweg naar Japan, nadat hij een bericht van Mortimer heeft gekregen.

### Deel 2: Mortimer vs Mortimer
Nadat Mortimer in het eerste deel is verdwenen, is Blake nu in Tokio op zoek naar zijn vriend. Olrik stuurt de Mortimer-robot naar het New Otani Hotel met de opdracht Blake te vermoorden. Mortimer weet te ontsnappen door de Samoerai-robot die hem bewaakte te manipuleren. Hij haast zich naar het hotel een confrontatie tussen Blake en de robot te vermijden. Blake weet nog van niks en denkt dat de robot echt Mortimer is. Pas als de supersterke robot hem probeert te vermoorden vlucht Blake naar het dak van het hotel. Daar aangekomen struikelt Blake waardoor hij bewusteloos raakt. De robot tilt de Britse agent om hem van het dak te gooien. De echte Mortimer arriveert net op tijd en weet de robot af te leiden. Even later slaat de bliksem in, waardoor de robot explodeert. 
Hierna gaan en Blake en Mortimer naar het huis van Sato om hem uit handen van de criminelen te redden. Na een lang gevecht wordt Sato bevrijd, maar Olrik en diens handlangers vernietigen het huis van het geleerde. Hierna proberen Olrik en Sharkey met de helikopter te vluchten naar de onderzeeboot die hen naar veilige wateren zal brengen. Mortimer geeft de Samourai-robot opdracht om hen te achtervolgen. De loyale Samourai pleegt kamikaze door zichzelf op de helikopter te laten neerstorten. De brandende wrakstukken komen neer op de onderzeeboot die eveneens ten onder gaat.

## Ontstaansgeschiedenis
Na het voltooien van Het Halssnoer van de Koningin wilde Jacobs een album in Japan situeren. Vanaf 1970 begon hij aan het scenario en de voorbereidingen.  Vanaf 1971 verscheen er wekelijks een pagina in het weekblad Kuifje. 
De bedoeling was dat Jacobs het stripverhaal in het weekblad zou doorzetten tot en met het tweede deel en dat daarna pas het heel verhaal in twee albums zou uitkomen. Vanaf 1972 kwam Jacobs zonder inspiratie te zitten hij besloot hierom het verhaal tijdelijk te pauzeren. In 1973/74 werkte hij aan een gemoderniseerde uitgave van De «U» straal. Nadat stripverhaal tot album was bewerkt, koos Jacobs ervoor om  een boekuitgave van H.G Wells ‘’The War of the Worlds’’ te illustreren.  Op aandringen van uitgeverij Lombard besloot Jacobs uiteindelijk om in 1977 het eerste deel van De 3 Formules toch maar in albumvorm uit te brengen. Vanaf 1978 ging Jacobs gezondheid echter snel achteruit: zijn zicht werd minder en door ouderdom kreeg hij moeite om tekenmateriaal lange tijd vast te houden. De situatie werd nog erger toen Jacobs in 1983 zijn twee beste vrienden Jacques van Melkebeke en Hergé verloor. In 1984 verloor Jacobs ook nog zijn vrouw, waarna hij in een diepe depressie raakte. Na het zien van de Star Wars-films geloofde Jacobs dat film het medium strip had ingehaald. De laatste jaren van zijn leven was hij daarom bezig met het realiseren van een verfilming van Het Gele Teken. Jean van Hamme zou hiervoor het scenario schrijven. 
Na Jacobs' overlijden in 1987 vroeg Uitgeverij Blake en Mortimer aan Bob De Moor om het tweede deel af te tekenen. Het scenario van Jacobs was al compleet alsmede de meeste potloodschetsen die de decoupage en compositie bepaalden. In 1990 werd het verhaal dan eindelijk voltooid.

## Locaties en research
- Zoals gebruikelijk verrichtte Jacobs voorafgaand aan ieder stripverhaal uitgebreid research voor de locaties en vormgeving. Hij was financieel echter niet in staat om naar Japan te reizen en moest al het research op afstand doen, in het pre-internettijdperk een zeer langdurige werkzaamheid. Zo informeerde hij bij de Japanse luchtmacht welke straaljagers ze gebruikten, stuurde hij een brief naar het Japanse ministerie van Luchtvaart om hem foto’s en zelf plattegronden van het Haneda-vliegveld te sturen.  Verder werden onder andere het New Otani Hotel,  het Saseika-ziekenhuis, het politiebureau van Tokio, het Japanse wegennet, de monorails en de baai van Sagami minutieus nagetekend. Voor het huis van professor Sato stond de Keizerlijke villa van Katsura in Kioto model.
- Jacobs stond bekend om zijn voorliefde voor oude culturen en voor sciencefiction. Dit wordt gesymboliseerd door de Samoerai-robot, waarvan het uiterlijk gebaseerd is op een Japans harnas.
- Uit de periode van research komt de beroemde vuilnisbak-anekdote (in tegenstelling tot wat vaak beweerd wordt komt deze anekdote niet uit het tekenproces van De Blauwe Lotus): in het begin van het eerste deel slaat Mortimer een van de criminelen met een vuilnisdeksel tegen het hoofd. Jacobs wilde per se dat de vuilnisbak er Japans uitzag. Hij stuurde diverse brieven naar verschillende instanties in Japan met de vraag om een foto van een vuilnisbak. Pas na drie weken correspondentie kreeg Jacobs zijn gewilde foto: een Japanse vuilnisbak die er precies zo uitzag als de vuilnisbakken die bij Jacobs voor de deur op stoep stonden.

## Enkele losse feiten
- Het New Otani Hotel werd ook als locatie gebruikt voor de James Bond-film You Only  Live Twice uit 1967.

- Olrik komt ogenschijnlijk om het leven wanneer de Samoerai-robot op zijn helikopter botst. De explosie ziet er allesverwoestend uit, maar het overlijden van Olrik is nooit bevestigd of ontkracht. In alle volgende albums komt Olrik weer voor, maar al deze verhalen spelen zich chronologisch vóór De 3 Formules van Professor Sato af (jaren 50, terwijl De 3 Formules van Professor Sato in de jaren 70 is gesitueerd).

- De tekenstijl van Jacobs evolueert in ieder album een beetje en zo ook hier: de uitgebreide omschrijvingen en stripballonnen zijn minder. De tekenkaders zijn daarentegen groter. Met 48 pagina’s ieder zijn de twee albums korter dan alle voorgaande.